# 의정부
의정부(議政府)는 조선의 법제상 최고 정무기관이다. 고려의 합의 기구 도평의사사와 집행 기구 문하부, 상서성을 합쳐 만들어졌다.

## 기능
의정부는 수반인 3정승, 즉 영의정·좌의정·우의정의 합좌기관이었다. 3정승은 국가의 중요한 정사를 논의하고 그 합의를 거쳐 정사를 왕에게 품달(稟達)하며, 왕의 결재는 역시 의정부를 거쳐서 해당 관서에 전달되었다. 육조 직계제가 시행되었을 때에는 왕의 자문기관의 역할을 했으나, 의정부 서사제에서는 중심 정무기관의 역할을 하였다. 3명의 의정은 그 기능상으로는 그 지위가 동일하며, 모든 결정은 전원일치를 전제로 하였다. 그러나 의정부의 정책결정 과정은 당해의 모든 의정부의 당상(堂上)들이 참여함으로써 이루어졌다.
의정부의 당상들은 당상관 이상의 관리들 중에서 그 기능으로 보아 정책결정에 참여함이 필요하다고 인정되는 요직의 관리들을 겸직으로 임명하였다. 따라서 그들은 그들 본직의 기능 수행과정에서의 여러 요구나 경험을 이 정책결정 과정을 통하여 반영하고 토론하게 된다.
여기에는 6조(六曹)의 판서(判書)는 물론 언관(言官)·무신과 때로는 근접한 지방관 등 대개 40-50명이 참여하였다. 그 구성의 특색은 당상관 이상의 관직중에서는 상·하의 계서(階序)에 관계없이 오직 그 기능상의 필요에 따라서 누구라도 임명될 수 있었으며, 또 여기에는 원임대신(原任大臣 : 전직 대신)들도 다수 참여하게 되어 있다는 점이다. 이와 같은 의정부의 당상관 조달통로의 개방, 기능 중심적인 운영, 전직인(前職人)의 참여 등은 언론과 합의를 근본으로 하는 조선왕 관인체제의 특색으로서 기능상으로 보아 다양스런 면모를 보여준다. 
의정부는 외구(外寇)의 침입과 국경분쟁이 잦던 명종 때 비변사(備邊司)가 생기면서 실질적인 기능을 상실하게 되었고, 일시 그 기능이 회복되기도 하였으나 이러한 상태는 대체로 갑오경장 때까지 계속되었다.
오늘날의 국무조정실, 국회, 대법원과 국무회의의 기능을 합친 곳이라고 볼 수 있다.

## 의정부와 6조의 관계
의정부와 6조의 관계를 보면 6조의 장(長)이나 당상관이 의정부의 당상관으로서 참여함으로써 의정부의 정책결정과정에서 집행기관인 6조와 연결되고 있었다.
그러나 이러한 관계는 역대 왕조에 따라서 다소 변모하였으니 때로는 의정부의 기능을 약화시키고 6조로 하여금 국왕에게 직계(直啓)하여 정책을 수행케 하기도 했고(태종 및 세조), 때로는 의정부의 기능을 강화하여 모든 정책은 의정부의 결의를 거쳐서만 시행할 수 있게 하였다(세종, 단종). 이것은 언론과 토의의 형식을 통하여 국왕의 독재를 견제하려는 사림정치(士林政治)의 특징으로, 왕권이 강화되고 언로(言路)가 제한될 때에는 의정부의 기능이 약화되고 6조를 국왕에 직결시키게 하고, 신권(臣權)이 강화되고 언로가 개발될 때에는 이와 반대의 현상이 보였다.

## 역사
국초에는 고려의 제도를 계승하여 도평의사사를 두고 문하부, 삼사, 중추원의 종이품 이상의 관원이 모여 국가의 중대사를 의논하는 회의기관으로 하였다. 1400년(정종 2년)에 도평의사사와 문하부, 삼사를 합쳐서 의정부로 개편하여 군사에 대한 일을 맡은 관리를 의정부에 참여할 수 없게 하여 문하부의 관리와 삼사 관리의 합일체가 되었다. 1401년(태종 원년)에 문하부를 폐지하고 사간원을 독립시키면서 문하부의 재신을 의정부의 관원으로 임명했다. 이는 합의기관에서 벗어나 행정기관의 성격을 지니게 된것이다.
태종은 육조 직계제를 시행하면서 자문기관의 역할만 띠게 되었으나, 세종 때에 의정부 서사제를 부활시켰다. 세조가 의정부 서사제를 폐지한 뒤로는 부활되지 않았다.
1555년(명종 10년)에 을묘왜변이 일어나면서, 의정부의 관원을 비롯한 고위 관원들을 망라한 비변사를 설치하였다. 1864년(고종 원년)에 비변사가 폐지되었고, 의정부는 존속하였다. 1907년(광무 11년) 내각으로 바뀌었다.

## 구성
- 문ㆍ무관직

| 품계  | 관직                 | 정원          | 비고                      |
| ----- | -------------------- | ------------- | ------------------------- |
| 정1품 | 영의정 좌의정 우의정 | 각 1명        |                           |
| 종1품 | 좌찬성 우찬성        | 각 1명        |                           |
| 정2품 | 좌참찬 우참찬        | 각 1명        |                           |
| 정4품 | 사인(舍人)           | 2명           | 대신이 천거               |
| 정5품 | 검상(檢詳)           | 1명           | 대신이 천거               |
| 정8품 | 사록(司錄)           | 2명→1명       | 대전통편에서 1명으로 감원 |
|       |                      | 문ㆍ무관 총원 | 12명→11명                 |

의정부 관원으로는 영의정(정1품), 좌의정(정1품), 우의정(정1품) 각 1명이 있어 이들을 흔히 삼공, 삼정승, 대신이라 불렀다.
좌·우찬성(종1품)과 좌·우참찬(정2품)이 각 1명씩 있어 그 좌석의 위치에 따라 좌·우찬성을 동벽, 좌·우참찬을 서벽이라 하였다. 좌참찬은 보국숭록대부(정1품 하계)에 오른 사람은 임명되지 아니하였다.
사인(정4품) 2원, 검상(정오품) 1명이 있었는데, 모두 대신이 천거하였으며 사인에 결원 사항이 발생하면 기존의 검상이 재직연수에 구애받지 않고 승진 임명되었다. 사록(정팔품) 1명[경국대전에서는 2명이었는데 대전통편에서 1명으로 감원]은 의정부의 천거를 통해 삼관(홍문관, 교서관, 예문관)의 참하(7품 이하의 관리)에게 임명하였다. 사록의 관장 하에 시장색(柴場色), 약색(藥色), 해서색(海西色) 등의 업부의 분장(分掌) 부서가 있었다.
잡직으로 약방(藥房) 1명과 녹사 19명이 있었는데 약방은 의원 중에서 차출하였으며, 녹사는 무관의 각 아문에서 고루 차출하였다. 이속(단순 행정 사무직)으로 서리 15명, 권두 15명, 고직(庫直) 2명, 사령 10명, 방직 3명, 군사 2명이 있었다.

## 청사
의정부의 청사는 조선 시대에 육조거리라 불린 지금의 세종대로 우측, 경복궁 광화문 앞에 있었다. 삼정승이 근무하는 정본당(政本堂)을 중심으로 좌우에 석획당(石畫堂)과 협선당(協宣堂)이 있었다. 지금은 그 자리에 광화문 시민열린마당이라는 공원이 조성되어 있다. 발굴조사 결과 의정부 청사의 유구가 발견되어, 문화재청은 2020년 7월 17일에 이를 의정부지라는 이름으로 사적으로 지정예고하였다.

## 같이 보기
- 한국의 역사